# Кочелаевский район
Кочелаевский район — упразднённая административно-территориальная единица в составе Мордовской АССР, существовавшая в 1944—1959 годах. Административный центр — село Кочелаево.

## История
Был образован указом Президиума Верховного Совета РСФСР 11 февраля 1944 года как Майдановский район. В состав района были переданы части территорий Инсарского и Ковылкинского районов.
21 сентября 1949 года переименован в Кочелаевский район. В состав района входили сельсоветы: Алькинский, Казённо-Майдановский, Кочелаевский, Красно-Шадымский, Ново-Пшеневский, Мордовско-Коломасовский, Самовольевский, Старо-Дракинский, Токмовский, Шадымский, Ямщинский и Янгужинско-Майданский.
12 января 1952 года из Ковылкинского района в Кочелаевский был передан Вярьвельский с/с (присоединён к Ново-Пшеневскоу).
18 июня 1954 года из Инсарского района в Кочелаевский был передан Русско-Коломасовский с/с (присоединён к Мордовско-Коломасовскому).
14 марта 1959 года Кочелаевский район был упразднён, а его территория разделена между Инсарским и Ковылкинским районами.